# Peerless (Birmingham)
Peerless is een historisch merk van motorfietsen.
International Mfg. Company Ltd., Birmingham (1913-1914). 
Kleine Engelse fabriek die 292- en 499 cc Veloce (later Velocette)-motoren inbouwde. Mogelijk was het bedrijf een dochteronderneming van Veloce Ltd.
- Andere merken met de naam Peerless, zie Peerless (Boston) - Peerless (Melbourne) - Peerless (Oldham).